# Fliegerführer Nord
Fliegerführer war ab März 1941 die Bezeichnung einer Dienststellung bzw. einer Kommandobehörde auf Brigadeebene der deutschen Luftwaffe im Zweiten Weltkrieg. Sie wurde ab Dezember 1941 in Fliegerführer Nord (West), Fliegerführer Nord (Ost) und Fliegerführer Eismeer aufgeteilt.

## Geschichte
Ihre Etatisierung erfolgte im März 1941 aus dem Stab des Kampfgeschwaders 26. Gefechtsstand war Stavanger in Norwegen. Die Dienststelle war während der gesamten Zeit ihres Bestehens der Luftflotte 5 unterstellt. Dem Fliegerführer unterlag die Führung der ihm unterstellten Verbände der Luftwaffe. Schwerpunkte der Einsätze waren die Luftaufklärung über der Nordsee und dem Nordmeer sowie die Bekämpfung der alliierten Schifffahrt in diesen Bereichen. (z. B. Nordmeergeleitzüge) Im Dezember 1941 wurde die Dienststellung aufgelöst. Ihre bisherige Aufgabe und die unterstellten Verbände wurden vom Fliegerführer Nord (West), Fliegerführer Nord (Ost) und Fliegerführer Eismeer übernommen.

## Fliegerführer
| Dienstgrad | Name            | Datum                       |
| ---------- | --------------- | --------------------------- |
| Oberst     | Alexander Holle | März 1941 bis Dezember 1941 |

## Unterstellung
| Unterstellung | von       | bis           |
| ------------- | --------- | ------------- |
| Luftflotte 5  | März 1941 | Dezember 1941 |

## Unterstellte Verbände
| 22. Juni 1941 | |
| ------------- | --- |
| 22. Juni 1941 | Jagdfliegerführer Norwegen; I./Kampfgeschwader 26; II./Kampfgeschwader 30; IV.(St.)/Lehrgeschwader 1 |